# 대빗

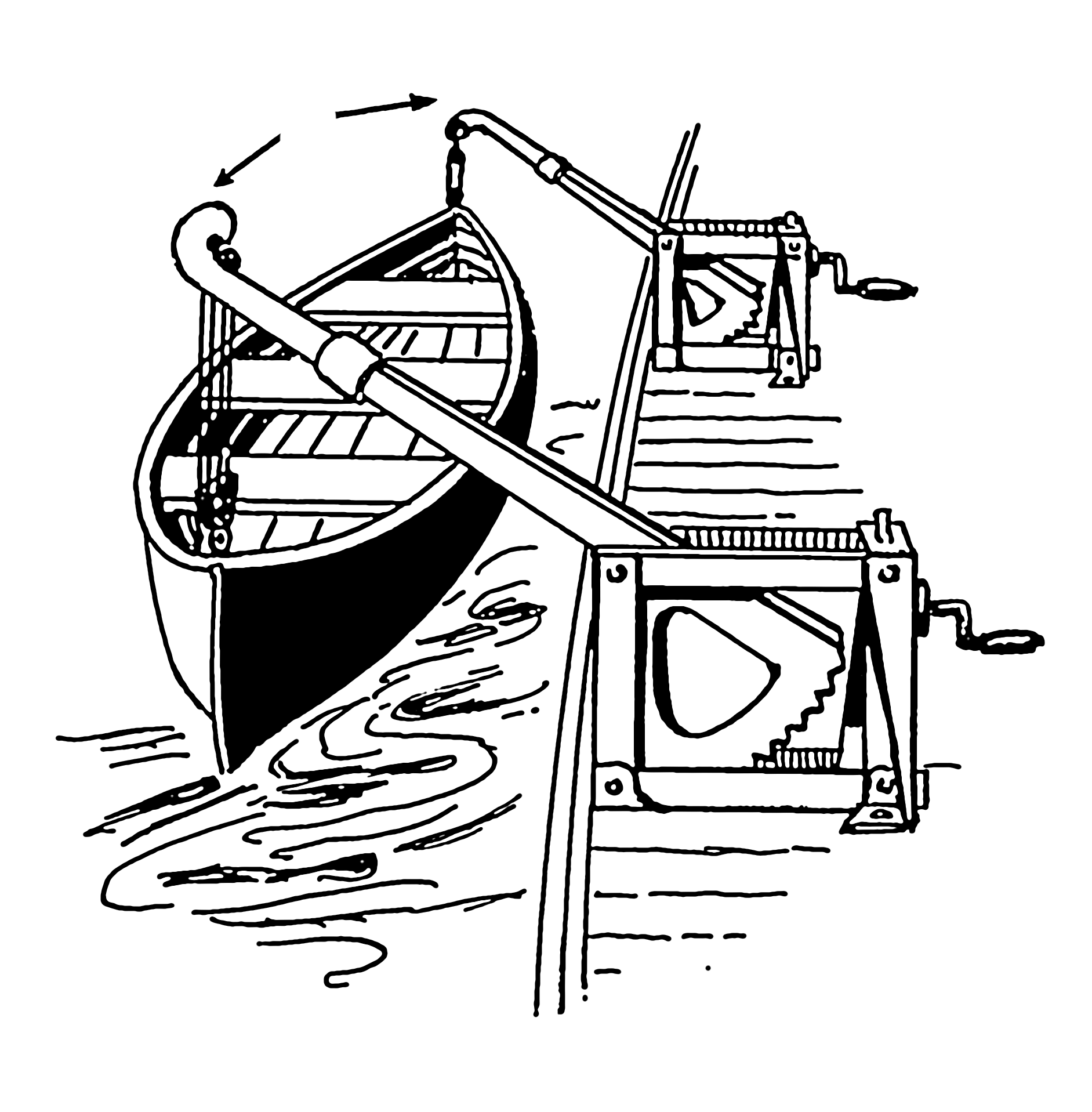
대빗

대빗(davit)은 선박 밖에서 물건을 끌어올리거나 끌어내릴 때 사용하는 기계이다. 많은 구명보트 중 한개씩 차근차근 구명보트를 물 위로 띄우는 용도로도 사용된다.